# Renzo López
Renzo López Patrón (Montevidéu, 16 de abril de 1994) é um futebolista uruguaio que atua como centroavante. Atualmente defende o Vitória.

## Carreira
Nascido em Montevideo. Joga como atacante.
Formado na base do Nacional, Renzo López chegou nas categorias de base do clube em 2006. Estreou profissionalmente em 13 de janeiro de 2012, na semifinal da Copa Bimbo contra o Peñarol.